# Yosemite Sam
Yosemite Sam (tradotto in alcuni cartoni come Baffo Rosso Sam o Sam Simpatia) è un personaggio immaginario dei cartoni animati della celebre serie Looney Tunes della Warner Bros. È un pistolero di bassa statura, con enormi baffi rossi, irascibile e impulsivo, sempre pronto a estrarre il suo paio di pistole. Insieme a Taddeo e Marvin il Marziano, è uno dei peggiori nemici di Bugs Bunny. Il nome del personaggio deriva dallo Yosemite National Park.

## Storia
Friz Freleng introdusse per la prima volta il personaggio di Yosemite Sam nel cartone animato Hare Trigger del 1945. Con il suo temperamento irascibile, bassa statura (deve usare una scala per salire sul cavallo) ed occhi feroci, Sam è per molti versi l'alter-ego di Freleng.
Freleng creò Yosemite Sam perché fosse un degno avversario di Bugs Bunny. Fino a quel momento, l'unico antagonista del coniglio era Taddeo, un uomo così calmo e stupido che cadeva negli inganni di Bugs e si spaventava. D'altro canto, Sam era estremamente violento e belligerante, non un ingenuo come Taddeo. Freleng ha fatto entrare in un piccolo corpo ed in un grande cappello la più grande voce ed ego "north, south, east, aaaaand west of the Pecos". Per oltre 19 anni, Freleng ha tenuto Sam ad uso esclusivo degli studi Warner. Nonostante sia nato come cowboy, Sam ha ricoperto ruoli diversi, quali il soldato dell'esercito confederato, il pirata, il cavaliere, il legionario dell’Impero Romano, il cuoco di corte, la guardia carceraria, il duca (Duke of Yosemite), lo sceicco, il sindaco, il beduino ed addirittura l'alieno.

## Voce e apparizioni
La voce originale di Yosemite Sam era data dal principale doppiatore della Warner Bros., Mel Blanc. Nella sua autobiografia, Blanc dice di aver trovato alcune difficoltà con la voce di Sam, fino a quando non ha deciso semplicemente di urlare con tutto il fiato che aveva nei polmoni. Questa voce calzava perfettamente con il personaggio, ma era un grande sforzo per il doppiatore. Nei suoi ultimi anni di vita, dare la voce a Sam era diventato troppo faticoso per Blanc, così decise di lasciare il posto ad altri. Ciò fa di Yosemite Sam uno di pochi personaggi creati da Blanc e non doppiati esclusivamente da lui. Blanc ha inoltre usato una voce simile a quella di Sam per Mr. Spacely de I pronipoti. Tra i film in cui Yosemite Sam per esempio compare, ci sono il film d'animazione Looney Tunes: Due conigli nel mirino e nella versione cinematografica dal titolo Looney Tunes: Back in Action.

## Yosemite Sam nella cultura di massa

### Musica
Yosemite Sam è menzionato in alcune canzoni, tra cui:
- Lady Cab Driver[2], cantata da Prince nel suo album 1999 del 1982.
- When the Shit Goes Down dei Cypress Hill.
- Egg Man dei The Beastie Boys nell'album Paul's Boutique.
- Khaki Suit di Damian Marley nell'album Welcome to Jamrock del 2005.
- I Hear Voices dei Kasabian nell'album Velociraptor! del 2011.

### Apparizioni commerciali
- Yosemite Sam appare sul logo di una squadra di hockey su ghiaccio, i Castlegar Rebels.